# Gustav Rau
Gustav Rau (né le 28 février 1880 à Paris et mort le 5 décembre 1954  à Warendorf) est considéré comme l'un des plus importants hippologues allemands du XXe siècle.